# 辛市街道
辛市街道，是中华人民共和国陕西省渭南市临渭区下辖的一个乡镇级行政单位。

## 行政区划
辛市街道下辖以下地区：
辛市村、南孟村、观西村、东四村、马渡村、里仁村、新冯村、大田村、庞家村、大寨村、刘田村、东酒王村、灯塔村和权家村。